# Boisemont
|  | Per a altres significats, vegeu «Boisemont (Eure)». |

Boisemont és un municipi francès al departament de Val-d'Oise de la regió de l'Illa de França. L'any 2007 tenia 726 habitants. Forma part del cantó de Cergy-2, del districte de Pontoise i de la Comunitat d'aglomeració de Cergy-Pontoise.

## Demografia

### Població
El 2007 la població de fet de Boisemont era de 726 persones. Hi havia 249 famílies, de les quals 42 eren unipersonals (17 homes vivint sols i 25 dones vivint soles), 71 parelles sense fills, 124 parelles amb fills i 12 famílies monoparentals amb fills.
La població ha evolucionat segons el següent gràfic:

### Habitatges
El 2007 hi havia 270 habitatges, 254 eren l'habitatge principal de la família, 6 eren segones residències i 9 estaven desocupats. 257 eren cases i 12 eren apartaments. Dels 254 habitatges principals, 231 estaven ocupats pels seus propietaris, 11 estaven llogats i ocupats pels llogaters i 11 estaven cedits a títol gratuït; 15 tenien dues cambres, 23 en tenien tres, 43 en tenien quatre i 174 en tenien cinc o més. 218 habitatges disposaven pel capbaix d'una plaça de pàrquing. A 79 habitatges hi havia un automòbil i a 160 n'hi havia dos o més.

### Piràmide de població
La piràmide de població per edats i sexe el 2009 era:
| Homes | Edats   | Dones |
| ----- | ------- | ----- |
| 0     | 95 o +  | 0     |
| 0     | 90 a 94 | 0     |
| 0     | 85 a 89 | 8     |
| 0     | 80 a 84 | 0     |
| 12    | 75 a 79 | 4     |
| 4     | 70 a 74 | 8     |
| 16    | 65 a 69 | 24    |
| 16    | 60 a 64 | 4     |
| 16    | 55 a 59 | 32    |
| 44    | 50 a 54 | 24    |
| 32    | 45 a 49 | 28    |
| 20    | 40 a 44 | 36    |
| 32    | 35 a 39 | 36    |
| 12    | 30 a 34 | 20    |
| 32    | 25 a 29 | 12    |
| 28    | 20 a 24 | 20    |
| 28    | 15 a 19 | 16    |
| 20    | 10 a 14 | 28    |
| 32    | 5 a 9   | 44    |
| 4     | 0 a 4   | 16    |

## Economia
El 2007 la població en edat de treballar era de 517 persones, 371 eren actives i 146 eren inactives. De les 371 persones actives 344 estaven ocupades (182 homes i 162 dones) i 28 estaven aturades (15 homes i 13 dones). De les 146 persones inactives 43 estaven jubilades, 72 estaven estudiant i 31 estaven classificades com a «altres inactius».

### Ingressos
El 2009 a Boisemont hi havia 255 unitats fiscals que integraven 732 persones, la mediana anual d'ingressos fiscals per persona era de 28.791 €.

### Activitats econòmiques
Dels 31 establiments que hi havia el 2007, 4 eren d'empreses de construcció, 5 d'empreses de comerç i reparació d'automòbils, 1 d'una empresa de transport, 3 d'empreses d'hostatgeria i restauració, 3 d'empreses d'informació i comunicació, 1 d'una empresa immobiliària, 11 d'empreses de serveis, 1 d'una entitat de l'administració pública i 2 d'empreses classificades com a «altres activitats de serveis».
Dels 8 establiments de servei als particulars que hi havia el 2009, 1 era un paleta, 1 guixaire pintor, 2 fusteries, 1 perruqueria, 2 restaurants i 1 agència immobiliària.

## Equipaments sanitaris i escolars
El 2009 hi havia una escola elemental.

## Poblacions properes
El següent diagrama mostra les poblacions més properes.